# Filippo Caetani, VII duca di Sermoneta
Filippo Caetani, VII duca di Sermoneta (Roma, 1565 – Roma, 20 dicembre 1614), è stato un nobile, commediografo e poeta italiano.

## Biografia
Figlio secondogenito di Onorato Caetani, V duca di Sermoneta e di sua moglie, Agnesina Colonna, Filippo nacque a Roma nel 1565. La sua condizione di ultrogenito gli impose, sin dalla più tenera età, la carriera ecclesiastica ma, dopo che il primogenito Pietro ebbe contratto la sifilide durante la sua campagna militare nelle Fiandre, il padre Onorato decise di puntare sul secondogenito Filippo e lo fece sposare con Camilla Caetani d'Aragona, figlia di Luigi, duca di Traetto, e di Camelia Carafa. I due si sposarono nel 1593, data alla quale Filippo decise di trasferirsi a Napoli con la moglie, su imposizione dei suoceri, i quali gli riservarono di inquadrarlo nello stato napoletano con diverse cariche: su mediazione del duca di Traetto, infatti, nel 1605 re Filippo III di Spagna gli fece pervenire il governatorato della città di Salemi e di alcune province del regno come la Capitanata ed il Molise. Per rendere omaggio al sovrano spagnolo, si portò alla corte di Madrid dove venne nominato cavaliere dell'Ordine di Santiago. Tornato a Napoli, nel 1611 fu tra i fondatori dell'Accademia di Belle Arti di Capo di Napoli.
Alla morte del fratello maggiore Pietro, nel settembre del 1614, venne chiamato a succedergli al titolo di duca di Sermoneta, ma nel dicembre di quello stesso anno si ammalò gravemente mentre si trovava a Cisterna e fece appena in tempo a fare ritorno a Roma per morirvi il 20 dicembre 1614. Venne sepolto a Roma, presso la chiesa di Santa Pudenziana.

## La passione per il teatro
Sin dalla più tenera età, Filippo aveva coltivato una notevole passione per le lettere e la cultura teatrale, eccellendo in particolare in quest'ultima arte. Di lui, infatti, si conoscono tre commedie teatrali: Ortensia, La schiava e Li due vecchi. La prima di queste tre opere venne rappresentata al pubblico per la prima volta nel febbraio del 1609 per l'aristocrazia di Rimini. La schiava ebbe invece la propria prima attorno al 1610 a Napoli, alla presenza del viceré Pedro Fernández de Castro.
Secondo i critici moderni, le commedie del Caetani risentivano fortemente delle influenze classicheggianti del secolo precedente, pur adeguandosi alla regolarità della commedia spagnola del XVII secolo.

## Albero genealogico
|                                         |                                       |                                             | Genitori                                   |  |  | Nonni |  |  | Bisnonni                               |  |  | Trisnonni                               |  |
|                                         |                                       |                                             |                                            |  |  |       |  |  | Camillo Caetani, III duca di Sermoneta |  |  | Guglielmo Caetani, II duca di Sermoneta |  |
|                                         |                                       |                                             |                                            |  |  |       |  |  | Camillo Caetani, III duca di Sermoneta |  |  | Guglielmo Caetani, II duca di Sermoneta |  |
|                                         |                                       | Francesca Conti                             |                                            |  |  |       |  |  | Camillo Caetani, III duca di Sermoneta |  |  |                                         |  |
| Bonifacio Caetani, IV duca di Sermoneta |                                       |                                             |                                            |  |  |       |  |  | Camillo Caetani, III duca di Sermoneta |  |  |                                         |  |
|                                         |                                       | Beatrice Caetani d'Aragona                  | Onorato Caetani, I duca di Traetto         |  |  |       |  |  |                                        |  |  |                                         |  |
|                                         |                                       | Beatrice Caetani d'Aragona                  | Onorato Caetani, I duca di Traetto         |  |  |       |  |  |                                        |  |  |                                         |  |
|                                         |                                       | Beatrice Caetani d'Aragona                  | Lucrezia d'Aragona                         |  |  |       |  |  |                                        |  |  |                                         |  |
| Onorato Caetani, V duca di Sermoneta    |                                       | Beatrice Caetani d'Aragona                  |                                            |  |  |       |  |  |                                        |  |  |                                         |  |
|                                         |                                       | Alberto III Pio di Savoia, signore di Carpi | Lionello I Pio di Savoia, signore di Carpi |  |  |       |  |  |                                        |  |  |                                         |  |
|                                         |                                       | Alberto III Pio di Savoia, signore di Carpi | Lionello I Pio di Savoia, signore di Carpi |  |  |       |  |  |                                        |  |  |                                         |  |
|                                         |                                       | Alberto III Pio di Savoia, signore di Carpi | Caterina Pico                              |  |  |       |  |  |                                        |  |  |                                         |  |
| Caterina Pio di Savoia                  |                                       | Alberto III Pio di Savoia, signore di Carpi |                                            |  |  |       |  |  |                                        |  |  |                                         |  |
|                                         |                                       | Cecilia Orsini di Monterotondo              | Franciotto Orsini di Monterotondo          |  |  |       |  |  |                                        |  |  |                                         |  |
|                                         |                                       | Cecilia Orsini di Monterotondo              | Franciotto Orsini di Monterotondo          |  |  |       |  |  |                                        |  |  |                                         |  |
|                                         |                                       | Cecilia Orsini di Monterotondo              | Violante Orsini di Mugnano                 |  |  |       |  |  |                                        |  |  |                                         |  |
| Filippo Caetani, VII duca di Sermoneta  |                                       | Cecilia Orsini di Monterotondo              |                                            |  |  |       |  |  |                                        |  |  |                                         |  |
|                                         | Fabrizio I Colonna, I duca di Paliano | Odoardo Colonna                             |                                            |  |  |       |  |  |                                        |  |  |                                         |  |
|                                         | Fabrizio I Colonna, I duca di Paliano | Odoardo Colonna                             |                                            |  |  |       |  |  |                                        |  |  |                                         |  |
|                                         | Fabrizio I Colonna, I duca di Paliano | Filippa Conti                               |                                            |  |  |       |  |  |                                        |  |  |                                         |  |
| Ascanio I Colonna, II duca di Paliano   | Fabrizio I Colonna, I duca di Paliano |                                             |                                            |  |  |       |  |  |                                        |  |  |                                         |  |
|                                         |                                       | Agnese di Montefeltro                       | Federico da Montefeltro                    |  |  |       |  |  |                                        |  |  |                                         |  |
|                                         |                                       | Agnese di Montefeltro                       | Federico da Montefeltro                    |  |  |       |  |  |                                        |  |  |                                         |  |
|                                         |                                       | Agnese di Montefeltro                       | Battista Sforza                            |  |  |       |  |  |                                        |  |  |                                         |  |
| Agnesina Colonna                        |                                       | Agnese di Montefeltro                       |                                            |  |  |       |  |  |                                        |  |  |                                         |  |
|                                         |                                       | Ferdinando d'Aragona, duca di Montalto      | Ferdinando I di Napoli                     |  |  |       |  |  |                                        |  |  |                                         |  |
|                                         |                                       | Ferdinando d'Aragona, duca di Montalto      | Ferdinando I di Napoli                     |  |  |       |  |  |                                        |  |  |                                         |  |
|                                         |                                       | Ferdinando d'Aragona, duca di Montalto      | Diana Guardato                             |  |  |       |  |  |                                        |  |  |                                         |  |
| Giovanna d'Aragona                      |                                       | Ferdinando d'Aragona, duca di Montalto      |                                            |  |  |       |  |  |                                        |  |  |                                         |  |
|                                         |                                       | Castellana de Cardona                       | Ramon de Cardona, barone di Bellpuig       |  |  |       |  |  |                                        |  |  |                                         |  |
|                                         |                                       | Castellana de Cardona                       | Ramon de Cardona, barone di Bellpuig       |  |  |       |  |  |                                        |  |  |                                         |  |
|                                         |                                       | Castellana de Cardona                       | Isabel de Requesens                        |  |  |       |  |  |                                        |  |  |                                         |  |
|                                         |                                       | Castellana de Cardona                       |                                            |  |  |       |  |  |                                        |  |  |                                         |  |